# Partizánska Ľupča
Partizánska Ľupča (jusqu'en 1946: Nemecká Ľupča ; en allemand : Deutschliptsch, en hongrois : Németlipcse) est un village du district de Liptovský Mikuláš situé dans la région de Žilina, en  Slovaquie.

## Géographie

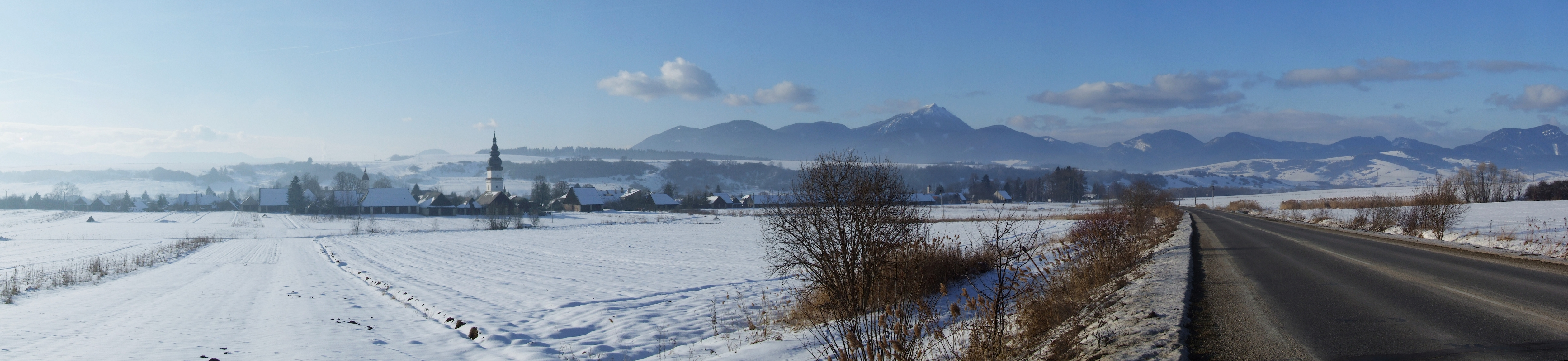
Panorama.

La commune se situe dans le vallon du Váh au pied des Tatras (Podtatranská kotlina), au sein des Carpates orientales intérieures. Elle se trouve à environ 15 kilomètres à l'est de Ružomberok et à 20 kilomètres à l'ouest de Liptovský Mikuláš.

## Histoire
Fondé par des mineurs d'origine germanique, la première mention écrite du village date de 1252. Les habitants reçurent un nombre significatif de droits miniers en 1270. Pendant des siècles, les domaines font partie du comitat de Liptó dans le royaume de Hongrie.

## Démographie

### Évolution de la population
| Année:               | 1994. | 2004.   | 2014.   | 2024.   |
| -------------------- | ----- | ------- | ------- | ------- |
| Nombre de personnes: | 1268  | 1242    | 1234    | 1299    |
| Différence:          |       | -2,05 % | -0,64 % | +5,26 % |

| Année:               | 2023. | 2024.   |
| -------------------- | ----- | ------- |
| Nombre de personnes: | 1320  | 1299    |
| Différence:          |       | -1,59 % |